# 瓦西里·尤里耶维奇·马克西莫夫
瓦西里·尤里耶维奇·马克西莫夫（羅馬化：Vasiliy Yur'yevich Maksimov；1954年1月28日—）是俄罗斯政治人物，第六届和第七届国家杜马议员。
2000年，他当选为第二届萨拉托夫市杜马代表。2006年和2011年，他再次当选为第三届和第四届萨拉托夫市杜马代表。
2011年，他在统一俄罗斯党名单上被提名为国家杜马议员，但最终没有成功。2012年2月20日，他接替铁木尔·普罗科片科的空缺职务，成为第六届国家杜马代表。2016年，他再次当选第七届国家杜马议员。